# 도도로키 육상 경기장
도도로키 육상 경기장(일본어: 等々力陸上競技場)은 일본 가나가와현 가와사키시 나카하라구에 위치한 다목적 경기장이다. 1962년에 개장했으며 수용 인원은 27,495명이다. 주로 축구 경기장으로 사용되고 있으며 1999년부터 J리그 클럽 가와사키 프론탈레의 홈 구장으로 사용되고 있다. 2007년 미식축구 월드컵 개막전과 결승전이 열린 경기장이기도 하다. 시설 명명권에 의해 'Uvance 도도로키 스타디움 by Fujitsu(유반스 도도로키 스타디움 바이 후지쯔)'라고 한다.

## 기록

### 한일대학교 정기전
| 날짜            | 팀 1 | 스코어 | 팀 2     | 라운드 |
| --------------- | ---- | ------ | -------- | ------ |
| 2014년 3월 29일 | 일본 | 6 - 0  | 대한민국 |        |

## 시설
가와사키 프론탈레의 홈구장은 일본 육상경기연맹이 인정하는 제1종 공인 육상경기장이며, 수용 인원은 27,495명이다. 다만, J리그에 신고된 공식 수용 인원은 26,827명이다.
2007년 개보수 이전까지는 제2종 공인 경기장이었으나, 2008년 제92회 일본 육상경기 선수권대회의 개최가 결정되면서 가와사키시가 100억 엔 이상의 예산을 투입해 개보수를 진행했다. 이 과정에서 보조 육상경기장을 400m의 전천후 트랙으로 개조하였고, 이를 통해 일본 육상경기연맹의 제1종 공인 경기장으로 다시 인증을 받았다.